# آندژی سکووا
آندژی سکووا (لهستانی: Andrzej Sekuła؛ زادهٔ ۱۹۵۴) فیلم‌بردار و کارگردان اهل لهستان است.
وی در سال ۱۹۵۴ در وروتسووا، لهستان متولد شد و در سال ۱۹۸۰ به لس آنجلس مهاجرت کرد. وی پس از کار بر روی چندین فیلم کوتاه، اولین فیلم نمایشی بلند خود را در قالب اولین کارگردانی کوینتین تارانتینو Reservoir Dogs فیلمبرداری کرد. او ادامه می‌داد و فیلم Pulp Fiction را که نامزد بهترین فیلم ۱۹۹۴ است، توسط تارانتینو فیلمبرداری می‌کند. او اولین کارگردانی خود را با فیلم ترسناک Fait Accompli در سال ۱۹۹۸ انجام داد. از دیگر فیلم‌های فیلمبرداری شده توسط وی می‌توان به American Psycho , Hackers , Vacancy و Armored اشاره کرد.
همچنین وی فیلم‌بردار فیلم‌هایی همچون خشم، مهمان‌پذیر، هکرها، داستان عامه‌پسند، سگ‌های انباری، دخترعمو بت و روانی آمریکایی بوده‌است.